# Panorama (TV oddaja)
Panorama je bila večerna informativna televizijska oddaja, ki je bila predvajana na 2. programu Televizije Slovenija, na sporedu od ponedeljka do petka ob 21.30. Prva oddaja je bila predvajana 30. maja 2022, zadnja pa 22. decembra 2023.

## Pregled

### Spored
Panorama se je predvajala od ponedeljka do petka, tudi med prazniki in poletnimi počitnicami.
Izjeme sporeda:
- ponedeljek, 23. januar 2023 (prenos rokometne tekme)
- torek, 24. januar 2023 (prenos alpskega smučanja)
- sreda, 25. januar 2023 (prenos alpskega smučanja)
- petek, 27. januar 2023 (prenos rokometne tekme)
- torek, 21. februar 2023 (otvoritvena slovesnost v Planici)
- sreda, 1. marec 2023 (svetovno prvenstvo v Planici)
- petek, 7. april 2023 (prenos križevega pota pred Veliko nočjo)
- torek, 9. maj 2023 (prvi predizbor Pesmi Evrovizije 2023)
- četrtek, 11. maj 2023 (drugi predizbor Pesmi Evrovizije 2023)
- ponedeljek, 22. maj 2023 (prenos hokejske tekme)
- četrtek, 8. junij 2023 (koncert Izštekanih 30)
- četrtek, 10. avgust 2023 (prenos tekme odbojke)
- ponedeljek, 14. avgust 2023 (dan solidarnosti)
- torek, 15. avgust 2023 (Marijino vnebovzetje)
- sreda, 23. avgust 2023 (svetovno prvenstvo v atletiki)
- četrtek, 24. avgust 2023 (svetovno prvenstvo v atletiki)
- petek, 25. avgust 2023 (svetovno prvenstvo v atletiki)
- ponedeljek, 28. avgust 2023 (evropsko prvenstvo v odbojki)
- petek, 1. september 2023 (evropsko prvenstvo v odbojki)
- sreda, 6. september 2023 (evropsko prvenstvo v odbojki)
- petek, 8. september 2023 (svetovni pokal v plezanju)
- ponedeljek, 11. september 2023 (evropsko prvenstvo v odbojki)
- torek, 12. september 2023 (evropsko prvenstvo v odbojki)
- četrtek, 14. september 2023 (evropsko prvenstvo v odbojki)
- četrtek, 5. oktober 2023 (svetovno prvenstvo v športni gimnastiki)
- petek, 6. oktober 2023 (svetovno prvenstvo v športni gimnastiki)
- petek, 1. december 2023 (svetovno prvenstvo v rokometu)
- torek, 5. december 2023 (svetovno prvenstvo v rokometu)
- ponedeljek, 11. december 2023 (svetovno prvenstvo v rokometu)
- torek, 12. december 2023 (svetovno prvenstvo v rokometu)
- sreda, 13. december 2023 (svetovno prvenstvo v rokometu)
- petek, 15. december 2023 (svetovno prvenstvo v rokometu)

### Zasnova
V prvem delu oddaje so bile predstavljene določene tematike, ki jih je voditelj predstavil skupaj z gosti in novinarji v studiu. Drugi del oddaje je bil namenjen rubrikam, v katerih so bile obravnavane določene tematike, pri čemer je bil vsak dan v tednu namenjen določeni tematiki; od ponedeljka do petka so si si sledile: črna kronika, prestiž, zdravje, znanost in tehnologija ter gospodarstvo. Zadnji del oddaje je bila rubrika Magnet, v kateri so v vsaki oddaji predstavili novice iz sveta zabave in slavnih osebnosti tako iz Slovenije kot iz tujine.

### Ekipa
Voditelji oddaje: Gašper Papež, Darja Zupan, Katja Benčina, Ana Gajič / Andreja Gregorič, David Urankar, Liza Praprotnik, Ines Kočar. Oddajo so vodili izmenično.
Voditelji rubrik: Ana Gajič (Črna kronika), Tjaša Platovšek (Prestiž), Katja Benčina (Zdravje), Darja Zupan (Znanost in tehnologija), Marko Milenković (Gospodarstvo) / Ines Kočar (Koda).
Voditeljice Magneta: Tjaša Platovšek, Karin Sabadin in Nina Klaut.
Novinarji: Tim Zidar, Uršula Vratuša, Ališa Kasjak Gutman, Urša Savnik.
Novinarji Magneta: Nejc Simšič, Nina Klaut, Eva Kolarič, Mark Saksida.
Producent: Matija Vidic.

## Zgodovina
Programsko produkcijski načrt (PPN) za leto 2022 je sprva predvideval novo dvourno informativno oddajo, ki bi bila na sporedu na 2. programu TV Slovenije med 20. in 22. uro. Kasneje je bila namesto dvourne oddaje zasnovana enourna oddaja Panorama, v katero so bile vključene tudi rubrične oddaje, ki so bile pred tem na 1. programu TV Slovenija ukinjene. Nova programska ureditev je za novonastali informativni program na 2. programu organizacijsko ločenost od informativnega programa 1. programa, vključno z ločenim uredništvom. Oddaja naj bi po prvotnih načrtih imela premierno predvajanje v ponedeljek, 28. februarja 2022.
Panorama je bila deležna kritik še pred prvim predvajanjem. Ustanovitev nove ločene enote in pripadajočega uredništva na 2. programu naj bi namerno vodila v politično svetovnonazorsko delitev novinarjev med 1. in 2. programom. Bodoča voditeljica Panorame Andreja Gregorčič je v objavi na družbenem omrežju zapisala, da naj bi bila zaradi pristopa k vodenju Panorame deležna žaljenja s strani kolegov; v odziv na njene navedbe je RTV v sporočilu za javnost obsodil domnevno "javno blatenje in napade" nanjo.
Po večkratnih preložitvah premiere je bila Panorama naposled prvič predvajana 30. maja. Na sporedu je bila celo poletje, a brez tematskih rubrik. Jeseni so se vrnile tudi rubrike, vendar je bila nato Panorama s 5. septembrom ponovno skrajšana; informativni del Panorame tako ni več trajal 30 minut, temveč le še 15 minut, ohranjene pa so vse ostale rubrike, ki trajajo toliko časa kot prej.
Junija 2022 je novinarka RTV Eugenija Carl v zapisu na družbenem omrežju zapisala, da vodstvo TV Slovenije od novinarjev, ki niso del ekipe Panorame, zahteva, naj za Panoramo pripravljajo prispevke.
Junija 2022 sta se Sindikatu novinarjev Slovenije in Koordinacija novinarskih sindikatov RTVS kritično opredelila do Panorame, rekoč da oddaja ne ustreza programskim in profesionalnim standardom.
Junija 2022 je revija Reporter objavila navedbe, da naj bi voditelji oddaje Panorama prejemali občutno višje plače kot vsi ostali novinarji RTV, vključno z ostalimi voditelji primerljivih oddaj. Reporter je prav tako poročal, da naj bi strošek priprave oddaje znašal 250.000 €, dodatni stroški pa naj bi nastali še z oglaševanjem oddaje. Vodstvo RTV na poizvedovanje Reporterja o točnosti teh navedb ni odgovorilo.
Septembra 2022 je revija Reporter objavila prispevek, v katerem navaja, da so zasledili navedbe, da naj bi oddajo Panoramo zaradi slabe gledanosti na RTV nameravali ukiniti, sodelavce pa premestili v oddaje 1. programa; direktor TV Slovenija Uroš Urbanija je za Reporter navedbo zanikal. Reporter je v prispevku nato navedel, da naj bi po naknadno pridobljenih dodatnih informacijah Panoramo le naknadno skrajšali in jo spremenili v tematsko pogovorno oddajo. Reporter je prav tako navedel, da se ekipa oddaje sooča z odhodi urednikov in novinarjev.
Ekipo oddaje je zapustil David Urankar.
S 23. januarjem se je oddaja preselila se je na kasnejši termin, in sicer od ponedeljka do petka ob 21.30 in vključno z rubrikami do 22.00. Voditeljicama Lizi Praprotnik in Andreji Gregorič se je pridružil nov voditelj Gašper Papež. Rubriko Koda (ki je bila kot samostojna oddaja premaknjena na prvi program) je zamenjala nova rubrika Prestiž z voditeljico Tjašo Platovšek, ki je bila premierno na sporedu v torek, 28. februarja.
16. marca 2023 je Panoramo zadnjič pred odhodom na enoletni porodniški dopust vodila Liza Praprotnik.
Miša Molk je po več kot 40 letih zapustila RTV. Molk je povedala, da je RTV zapustila po tem, ko je od direktorja TVS Urbanije prejela zahtevo, da naj ali sprejme vodenje rubrike Prestiž v oddaji Panorama ali pa prejme odpoved izredno delovnega razmerja. Molk je zahtevo zavrnila rekoč, da glede na njeno pogodbo o zaposlitvi do tega ni pogodbeno obvezana. Urbanija je zahtevo utemeljil s pomanjkanjem kadrov rubrike Prestiž in Molk odrekel vrakršno drugo obliko dela na RTV.
Novembra 2023 je voditeljica in ena od urednic oddaje, Andreja Gregorič, dala odpoved in zapustila RTV Slovenija ter s tem ekipo Panorame.
V sredini decembra 2023 je kolektiv uredništva 2. informativnega programa prejel novico, da naj bi z letom 2024 ukinili oddajo Panorama, vključno z vsemi rubrikami ter rubriko Magnet. Ob tem so v uredništvu izrazili nasprotovanje krčenju programa ter pozvali vodstvo, da ohrani oddaje in honorarne sodelavce, ki sodelujejo pri nastajanju.
Svet Radiotelevizije Slovenija je konec decembra s sprejetjem okrnjenega Programsko-produkcijskega načrta za leto 2024 sprejel odločitev, da ukine oddajo Panorama, dnevne rubrike in Magnet, saj da niso dosegle zastavljenih ciljev. Zadnja oddaja je bila tako predvajana v petek, 22. decembra 2023.
29. decembra 2023 je 15 novinarjev in sodelavcev oddaje Panorama, vključno z odgovornim urednikom programa Rajkom Geričem, prejelo obvestila o začasni napotitvi na čakanje na delo doma. Odgovorni urednik je odločitev označil za nezakonito in bizarno.
V sredo, 3. januarja 2024 so novinarji z odgovornim urednikom na čelu ugotovili, da jim ne delajo službene kartice in posledično niso mogli v stavbo. Obvestili so policijo in inšpekcijo za delo, nekaj sodelavcev pa se je zbralo pred stavbo in nagovorilo novinarje. Gerič je poudaril, da delodajalec nima nobene podlage, da jim dostop do delovnega mesta onemogoči.